# Fritz Zeymer
Fritz Zeymer (Viena, 7 de diciembre de 1886 – Viena, 3 de abril de 1940) fue un arquitecto y diseñador austríaco.

## Biografía
Estudió en la Escuela de Artes Aplicadas de Viena bajo la tutela de Josef Hoffmann, por quien desarrolló una actividad centrada principalmente en el diseño y el interiorismo. En el campo del diseño, abordó proyectos como postales, carteles, ilustraciones, muebles e incluso trajes, influidos todos ellos por su mentor y por los Wiener Werkstätte, con los que también colaboró.
En 1913 se unió a la Österreichischer Werkbund, y en 1925 a la Asociación Central de Arquitectos Austríacos.
Estuvo implicado en la Secesión de Viena desde 1920, de la que fue vicepresidente en 1926 durante algún tiempo y para la que diseñó numerosas exposiciones.
Durante la Primera Guerra Mundial, su participación en el conflicto tuvo como consecuencia un disparo en la pierna por el que fue apartado del frente, pasando el resto de su servicio militar en la oficina de prensa. En el periodo de entreguerras retomó su actividad, pero ésta se vio reducida a la decoración de interiores. De todos los proyectos que desarrolló, tan sólo unas pocas casas de campo llegaron a ser construidas.
Tras la anexión de Austria por la Alemania nazi en 1938, asumió la dirección de la sección de arquitectura de la Cámara de Cultura del Reich.